# Paralelo 42 norte
El paralelo 42 norte es un paralelo situado a 42 grados al norte del ecuador terrestre. Atraviesa la Europa meridional (península ibérica, Córcega, península itálica y península balcánica), el mar Mediterráneo y Mar Negro, Asia, el océano Pacífico, América del Norte y el océano Atlántico.
En esta latitud el sol es visible durante 15 horas, 15 minutos hacia el solsticio de verano y durante 9 horas, 6 minutos hacia el solsticio de invierno.
La velocidad de rotación de la Tierra en esta latitud es aproximadamente igual a la velocidad del sonido.
Un minuto de longitud a lo largo del paralelo 42 equivale aproximadamente a 0,7456 millas náuticas (0,9 mi; 1,4 km).

## Alrededor del mundo
Partiendo del meridiano cero y en dirección este, el paralelo 42° norte pasa por:
| Coordenadas                          | País, territorio o mar | Notas |
| ------------------------------------ | ---------------------- | --- |
| 42°0′N 0°0′E / 42.000, 0.000         | España                 | Pasa cerca de Laluenga y Laperdiguera (provincia de Huesca) |
| 42°0′N 3°11′E / 42.000, 3.183        | Mar Mediterráneo       | |
| 42°0′N 8°39′E / 42.000, 8.650        | Francia                | Isla de Córcega |
| 42°0′N 9°27′E / 42.000, 9.450        | Mar Mediterráneo       | Mar Tirreno |
| 42°0′N 11°58′E / 42.000, 11.967      | Italia                 | Pasa justo al norte de Roma y atraviesa Termoli |
| 42°0′N 15°0′E / 42.000, 15.000       | Mar Mediterráneo       | Mar Adriático |
| 42°0′N 19°9′E / 42.000, 19.150       | Montenegro             | |
| 42°0′N 19°23′E / 42.000, 19.383      | Albania                | |
| 42°0′N 20°37′E / 42.000, 20.617      | o Serbia               | Kosovo está parcialmente reconocida como estado. Hay naciones que consideran su territorio como parte de Serbia. |
| 42°0′N 20°46′E / 42.000, 20.767      | Macedonia del Norte    | Atraviesa Skopie |
| 42°0′N 22°52′E / 42.000, 22.867      | Bulgaria               | |
| 42°0′N 26°56′E / 42.000, 26.933      | Turquía                | |
| 42°0′N 27°25′E / 42.000, 27.417      | Bulgaria               | |
| 42°0′N 27°51′E / 42.000, 27.850      | Turquía                | Durante unos 300 m |
| 42°0′N 27°51.42′E / 42.000, 27.85700 | Bulgaria               | Durante unos 100 m |
| 42°0′N 27°51.52′E / 42.000, 27.85867 | Turquía                | Durante unos 500 m |
| 42°0′N 27°52.08′E / 42.000, 27.86800 | Bulgaria               | |
| 42°0′N 28°2′E / 42.000, 28.033       | Black Sea              | |
| 42°0′N 33°17′E / 42.000, 33.283      | Turquía                | |
| 42°0′N 33°34′E / 42.000, 33.567      | Black Sea              | |
| 42°0′N 34°52′E / 42.000, 34.867      | Turquía                | |
| 42°0′N 35°7′E / 42.000, 35.117       | Black Sea              | |
| 42°0′N 41°45′E / 42.000, 41.750      | Georgia                | |
| 42°0′N 46°5′E / 42.000, 46.083       | Rusia                  | Daguestán - Durante unos 2 km |
| 42°0′N 46°7′E / 42.000, 46.117       | Georgia                | Durante unos 3 km |
| 42°0′N 46°9′E / 42.000, 46.150       | Rusia                  | Daguestán justo al sur de Derbent |
| 42°0′N 48°20′E / 42.000, 48.333      | Mar Caspio             | |
| 42°0′N 52°27′E / 42.000, 52.450      | Kazajistán             | |
| 42°0′N 52°48′E / 42.000, 52.800      | Turkmenistán           | |
| 42°0′N 54°51′E / 42.000, 54.850      | Kazajistán             | |
| 42°0′N 56°0′E / 42.000, 56.000       | Uzbekistán             | |
| 42°0′N 57°10′E / 42.000, 57.167      | Turkmenistán           | |
| 42°0′N 60°0′E / 42.000, 60.000       | Uzbekistán             | |
| 42°0′N 66°0′E / 42.000, 66.000       | Kazajistán             | |
| 42°0′N 70°20′E / 42.000, 70.333      | Uzbekistán             | |
| 42°0′N 70°50′E / 42.000, 70.833      | Kirguistán             | |
| 42°0′N 79°50′E / 42.000, 79.833      | China                  | Xinjiang Gansu Mongolia Interior |
| 42°0′N 103°3′E / 42.000, 103.050     | Mongolia               | |
| 42°0′N 105°56′E / 42.000, 105.933    | China                  | Mongolia Interior Hebei Mongolia Interior Liaoning Mongolia Interior Liaoning Jilin |
| 42°0′N 128°3′E / 42.000, 128.050     | Corea del Norte        | Atravesando Lago Tianchi en Monte Paektu |
| 42°0′N 128°29′E / 42.000, 128.483    | China                  | Jilin (durante cerca de 8 km) |
| 42°0′N 128°34′E / 42.000, 128.567    | Corea del Norte        | Provincia de Hamgyŏng del Norte - Meseta de Kaema Pasando justo al norte de Ch'ŏngjin Pasando justo al sur de Rasŏn |
| 42°0′N 130°2′E / 42.000, 130.033     | Mar del Japón          | Pasando justo al sur de la isla de Okushiri, Japón |
| 42°0′N 140°7′E / 42.000, 140.117     | Japón                  | Isla de Hokkaidō |
| 42°0′N 140°53′E / 42.000, 140.883    | Océano Pacífico        | |
| 42°0′N 143°9′E / 42.000, 143.150     | Japón                  | Isla de Hokkaidō |
| 42°0′N 143°15′E / 42.000, 143.250    | Océano Pacífico        | |
| 42°0′N 124°13′O / 42.000, -124.217   | Estados Unidos         | Límite de Oregón / California Límite de Oregón / Nevada Límite de Idaho / Nevada Límite de Idaho / Utah Wyoming Nebraska Iowa - atravesando Cedar Rapids Illinois - atravesando el campus de Loyola University en Chicago        |
| 42°0′N 87°39′O / 42.000, -87.650     | Lago Michigan          | |
| 42°0′N 86°33′O / 42.000, -86.550     | Estados Unidos         | Michigan - atravesando Tecumseh |
| 42°0′N 83°11′O / 42.000, -83.183     | Lago Erie              | |
| 42°0′N 82°58′O / 42.000, -82.967     | Canadá                 | Ontario - atravesando Parque nacional Point Pelee |
| 42°0′N 82°29′O / 42.000, -82.483     | Lago Erie              | |
| 42°0′N 80°26′O / 42.000, -80.433     | Estados Unidos         | Pensilvania (Condado de Erie) Límite de Nueva York / Pensilvania Nueva York Connecticut - transcurre justo al sur del límite con Massachusetts Rhode Island - transcurre justo al sur del límite con Massachusetts Massachusetts |
| 42°0′N 70°42′O / 42.000, -70.700     | Bahía de Cabo Cod      | |
| 42°0′N 70°5′O / 42.000, -70.083      | Estados Unidos         | Massachusetts (Truro, Cabo Cod) |
| 42°0′N 70°2′O / 42.000, -70.033      | Océano Atlántico       | |
| 42°0′N 8°53′O / 42.000, -8.883       | España                 | Oya (provincia de Pontevedra, Galicia) |
| 42°0′N 8°39′O / 42.000, -8.650       | Portugal               | Valença (Viana do Castelo) |
| 42°0′N 8°7′O / 42.000, -8.117        | España                 | Entrimo (provincia de Orense, Galicia) |
| 42°0′N 3°48′O / 42.000, -3.800       | España                 | Lerma (Provincia de Burgos) (Castilla y León) |

## Estados Unidos

El paralelo 42 norte que define las fronteras entre estados de los Estados Unidos

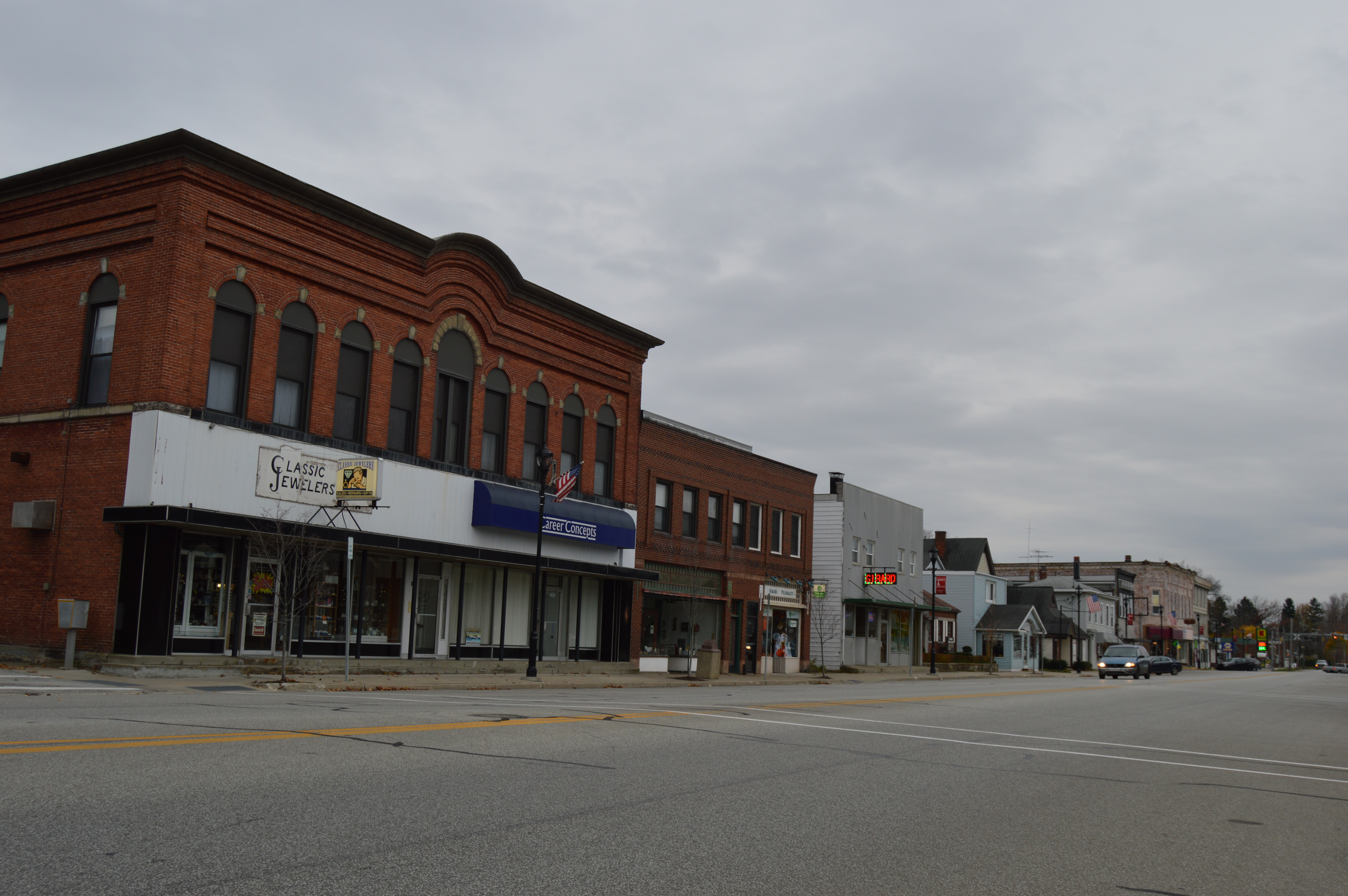
Cruzando el paralelo en Girard, Pensilvania

El paralelo 42° norte forma la mayor parte de la frontera entre Nueva York y Pensilvania, aunque debido a una topografía imperfecta en 1785-1786, este límite deambula a ambos lados del verdadero paralelo. El área alrededor del paralelo en esta región se conoce como Twin Tiers.
El paralelo 42 fue acordado como límite norte del Imperio español por el Tratado Adams-Onís de 1819 con los Estados Unidos, que estableció el paralelo como la frontera entre el Virreinato de Nueva España del Reino de España y el territorio occidental de los Estados Unidos de América desde el meridiano de las cabeceras del río Arkansas hacia el oeste hasta el Océano Pacífico. El Tratado de Guadalupe Hidalgo de 1848 cedió entonces gran parte de lo que entonces era el norte de México a los Estados Unidos ; como resultado, los estados más septentrionales de Estados Unidos que se crearon a partir de territorio mexicano (California, Nevada y Utah) tienen el paralelo 42° norte como frontera norte, y los estados contiguos de Oregón e Idaho tienen el paralelo como frontera sur.
El paralelo pasa por los estados de Wyoming, Nebraska, Iowa, Illinois, Michigan, Pensilvania, Nueva York, Connecticut, Rhode Island y Massachusetts, y pasa por (o cerca de, dentro de los tres décimos de grado de latitud) las siguientes ciudades de los Estados Unidos. Estados:
- Crescent City (California)
- Yreka, California
- Hartford, Connecticut
- Ames (Iowa)
- Chicago, Illinois
- Kalamazoo, Míchigan
- Coldwater, Michigan
- Erie, Pensilvania
- Jamestown, Nueva York
- Busti, Nueva York
- Binghamton, Nueva York
- Plymouth, Massachusetts
- Springfield, Massachusetts
- Worcester, Massachusetts
- Foxborough (Massachusetts)
- Ashland (Oregón)
- Medford, Oregón
- Providence, Rhode Island
- Brookings, Oregón

## Canadá

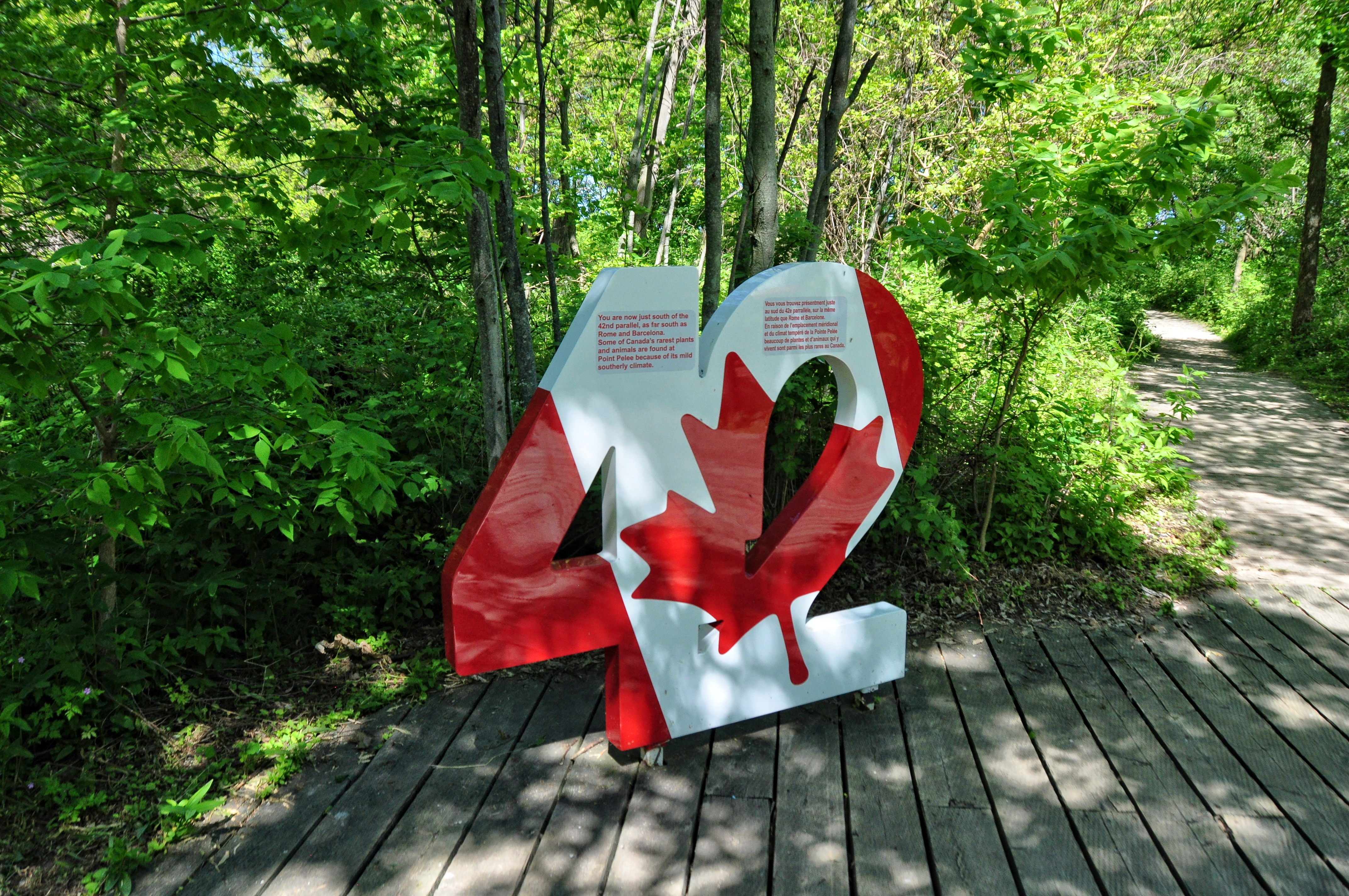
Hito del paralelo 42 en el Parque Nacional Point Pelee

El paralelo 42° norte pasa por el extremo sur del lago Michigan y el lago Erie . Parte de la frontera marítima entre Canadá y Estados Unidos pasa al sur del paralelo 42. El extremo sur de la provincia canadiense de Ontario apenas llega al sur en Point Pelee y la isla Pelee, mientras que la parte más meridional de la ciudad de Essex en Colchester se encuentra debajo del paralelo 42.